# András Gyürk
Dans le nom hongrois Gyürk András, le nom de famille précède le prénom, mais cet article utilise l’ordre habituel en français András Gyürk, où le prénom précède le nom.
András Gyürk, né le 2 décembre 1972 à Budapest, est un homme politique hongrois. Membre du Fidesz, il est élu député européen en 2004, puis réélu depuis.